# Grimes County
Das Grimes County ist ein County im Bundesstaat Texas der Vereinigten Staaten. Das U.S. Census Bureau hat bei der Volkszählung 2020 eine Einwohnerzahl von 29.268 ermittelt. Der Sitz der County-Verwaltung (County Seat) befindet sich in Anderson.

## Geographie
Das County liegt östlich des geographischen Zentrums von Texas auf halber Strecke nach Louisiana und hat eine Fläche von 2075 Quadratkilometern, wovon 20 Quadratkilometer Wasserfläche sind. Es grenzt im Uhrzeigersinn an folgende Countys: Madison County, Walker County, Montgomery County, Waller County, Washington County und Brazos County.

## Geschichte
Grimes County wurde am 6. April 1846 aus Teilen des Montgomery County gebildet. Benannt wurde es nach Jesse Grimes (1788–1866), einem Unterzeichner der Unabhängigkeitserklärung der Republik Texas von 1836 und Abgeordneten in der State Legislature.
Sechs Bauwerke und Stätten des Countys sind im National Register of Historic Places (NRHP) eingetragen (Stand 10. Juni 2019).

## Demografische Daten

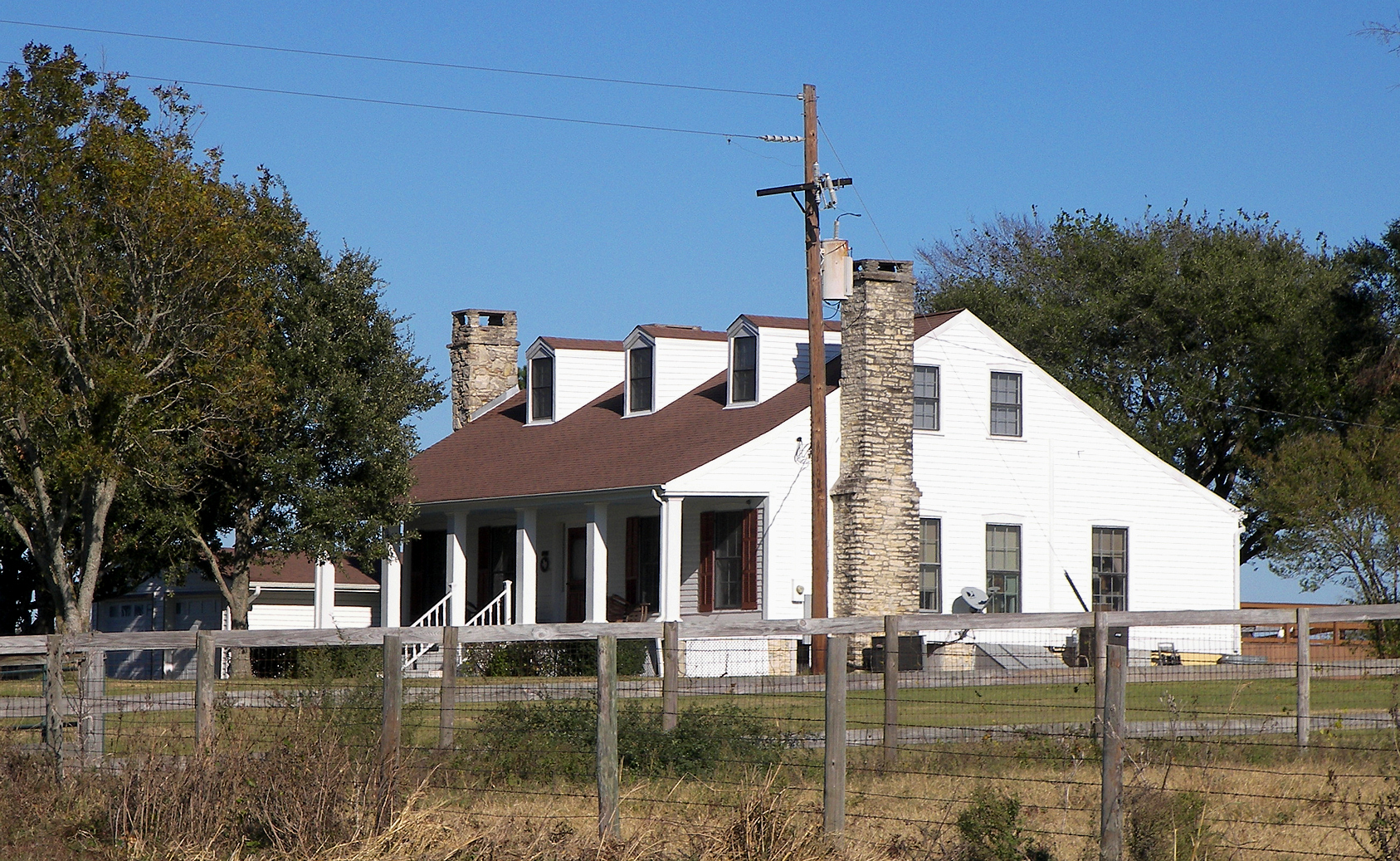
Das Foster House, gelistet im NRHP mit der Nr. 80004123

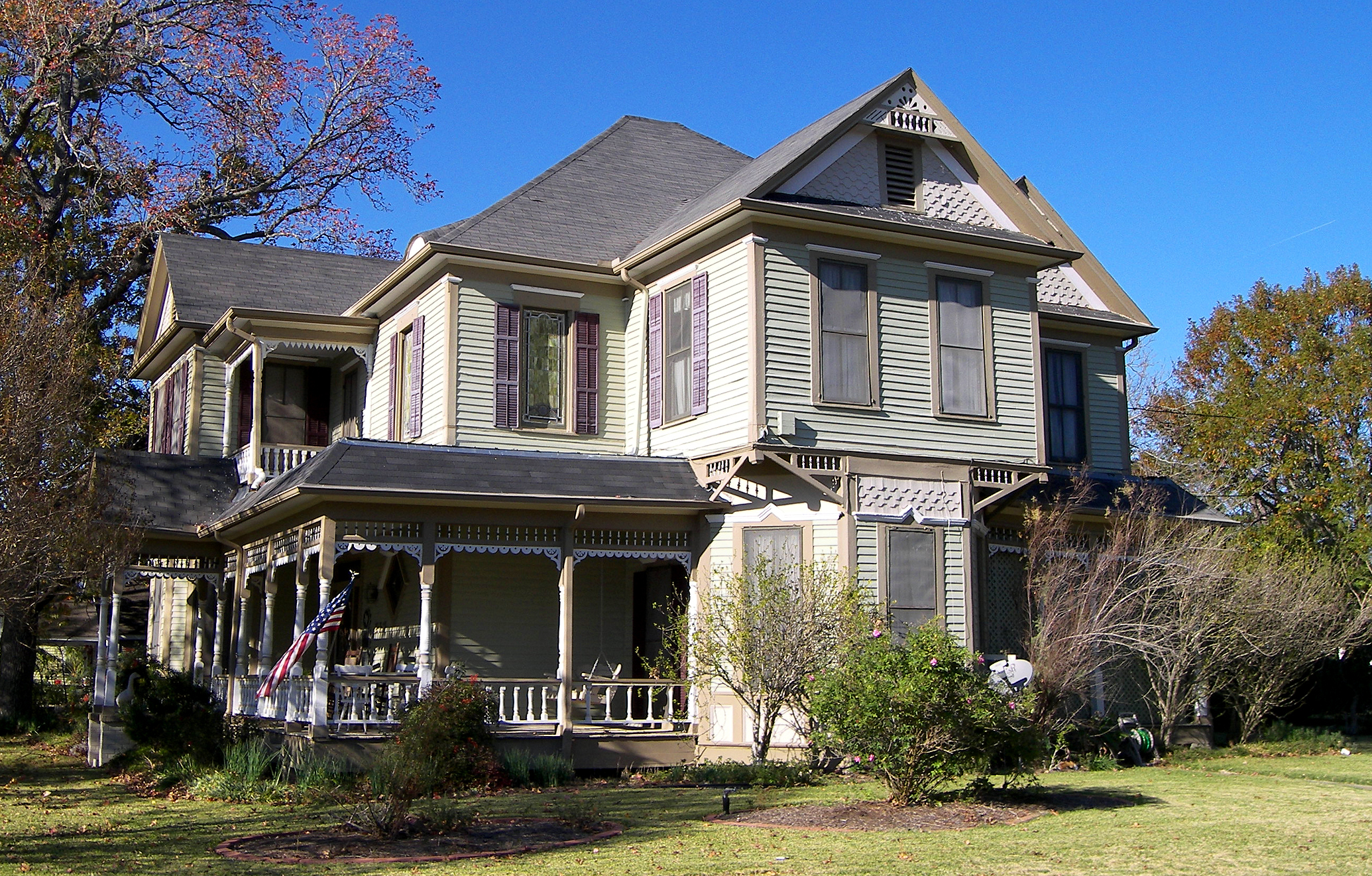
Das Steele House, gelistet im NRHP mit der Nr. 78002939

Nach der Volkszählung im Jahr 2000 lebten im Grimes County 23.552 Menschen in 7.753 Haushalten und 5.628 Familien. Die Bevölkerungsdichte betrug 11 Einwohner pro Quadratkilometer. Ethnisch betrachtet setzte sich die Bevölkerung zusammen aus 71,79 Prozent Weißen, 19,96 Prozent Afroamerikanern, 0,32 Prozent amerikanischen Ureinwohnern, 0,30 Prozent Asiaten, 0,05 Prozent Bewohnern aus dem pazifischen Inselraum und 5,93 Prozent aus anderen ethnischen Gruppen; 1,65 Prozent stammten von zwei oder mehr Ethnien ab. 16,08 Prozent der Einwohner waren spanischer oder lateinamerikanischer Abstammung.
Von den 7.753 Haushalten hatten 34,6 Prozent Kinder oder Jugendliche, die mit ihnen zusammen lebten. 55,4 Prozent waren verheiratete, zusammenlebende Paare 12,6 Prozent waren allein erziehende Mütter und 27,4 Prozent waren keine Familien. 23,8 Prozent waren Singlehaushalte und in 11,2 Prozent lebten Menschen im Alter von 65 Jahren oder darüber. Die durchschnittliche Haushaltsgröße betrug 2,69 und die durchschnittliche Familiengröße betrug 3,18 Personen.
24,8 Prozent der Bevölkerung war unter 18 Jahre alt, 7,7 Prozent zwischen 18 und 24, 29,8 Prozent zwischen 25 und 44, 24,0 Prozent zwischen 45 und 64 und 13,7 Prozent waren 65 Jahre alt oder älter. Das Medianalter betrug 38 Jahre. Auf 100 weibliche Personen kamen 117,5 männliche Personen und auf 100 Frauen im Alter von 18 Jahren oder darüber kamen 124 Männer.
Das jährliche Durchschnittseinkommen eines Haushalts betrug 32.280 USD, das Durchschnittseinkommen einer Familie betrug 38.008 USD. Männer hatten ein Durchschnittseinkommen von 30.138 USD, Frauen 21.747 USD. Das Prokopfeinkommen betrug 14.368 USD. 13,8 Prozent der Familien und 16,6 Prozent der Einwohner lebten unterhalb der Armutsgrenze.

## Orte im County
- Anderson
- Apolonia
- Bedias
- Carlos
- Courtney
- Cross
- Erwin
- Iola
- Keith
- Navasota
- Piedmont
- Plantersville
- Richards
- Roans Prairie
- Shiro
- Singleton
- Stoneham
- Todd
- Todd Mission
- Whitehall
- Yarboro